# Ministère de la Guerre (Tunisie)
Pour les articles homonymes, voir Ministère de la Guerre.
Le ministère de la Guerre est un département gouvernemental du beylicat de Tunis chargé de la supervision de l'armée beylicale tunisienne.

## Rôle et attributions
Ce ministère situé au Bardo était le deuxième dans l'ordre protocolaire après le Grand vizirat, jouant un rôle purement militaire.
Institué par Hussein II Bey après la dissolution de la milice turque de Tunis vers 1828, il fait partie du nouvel ordre militaire (Nidham El Jadid) inspiré par les réformes militaires ottomanes du début du XIXe siècle. Son premier titulaire est Slimane Kahia, commandant de l’armée beylicale tunisienne.

## Liste des ministres
- 1816-1837 : Slimane Kahia (commandant en chef de l'armée, ministre de la guerre de facto)
- 1837-1859 : Moustapha Agha
- 1859-1861 : Mustapha Saheb Ettabaâ
- 1861-1862 : Moustapha Agha
- 1862-1865 : Mohammed Khaznadar
- 1865-1869 : Ahmed Zarrouk
- 1870-1878 : Général Rustum
- 1878-1881 : Général Slim